# Tour de White Rock
Le Tour de White Rock est une course cycliste canadienne disputée par étapes autour de la cité de White Rock, en Colombie-Britannique. Créée en 1980,, elle comprend deux épreuves distinctes, une pour les hommes et une autre pour les femmes.

## Palmarès depuis 2006

### Hommes
| Année | Vainqueur        | Deuxième         | Troisième        |
| ----- | ---------------- | ---------------- | ---------------- |
| 2006  | Andrew Pinfold   | Cameron Evans    | Jacob Erker      |
| 2007  | Matthew Shriver  | Kristian House   | Cameron Evans    |
| 2008  | Matthew Shriver  | Andrew Pinfold   | Chris Horner     |
| 2009  | Andrew Pinfold   | Nieves Carrasco  | Ryan Anderson    |
| 2010  | Svein Tuft       | Will Routley     | Nic Hamilton     |
| 2011  | Nic Hamilton     | Sebastian Salas  | Tommy Nankervis  |
| 2012  | Florenz Knauer   | Svein Tuft       | Christian Meier  |
| 2013  | Florenz Knauer   | Tim Gebauer      | Tommy Nankervis  |
| 2014  | Florenz Knauer   | Sebastián Molano | Garrett McLeod   |
| 2015  | Garrett McLeod   | Florenz Knauer   | Will Routley     |
| 2016  | Kaler Marshall   | Florenz Knauer   | Ayden Toovey     |
| 2017  | Steve Fisher     | Florenz Knauer   | Travis Samuel    |
| 2018  | Christopher Hatz | Florenz Knauer   | Luke Mudgway     |
| 2019  | Ulises Castillo  | Florenz Knauer   | Christopher Hatz |